# LDV Limited

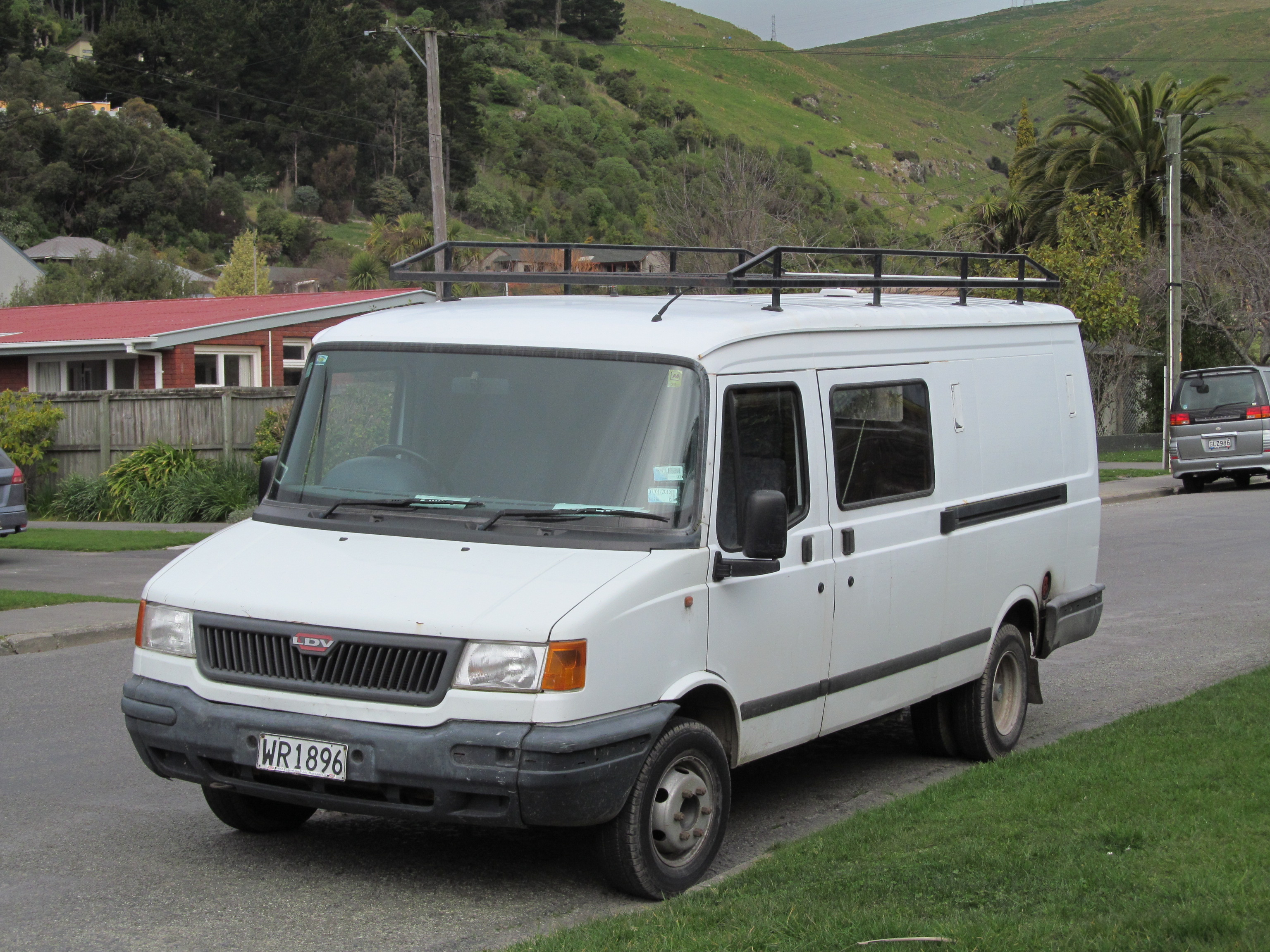
LDV Convoy

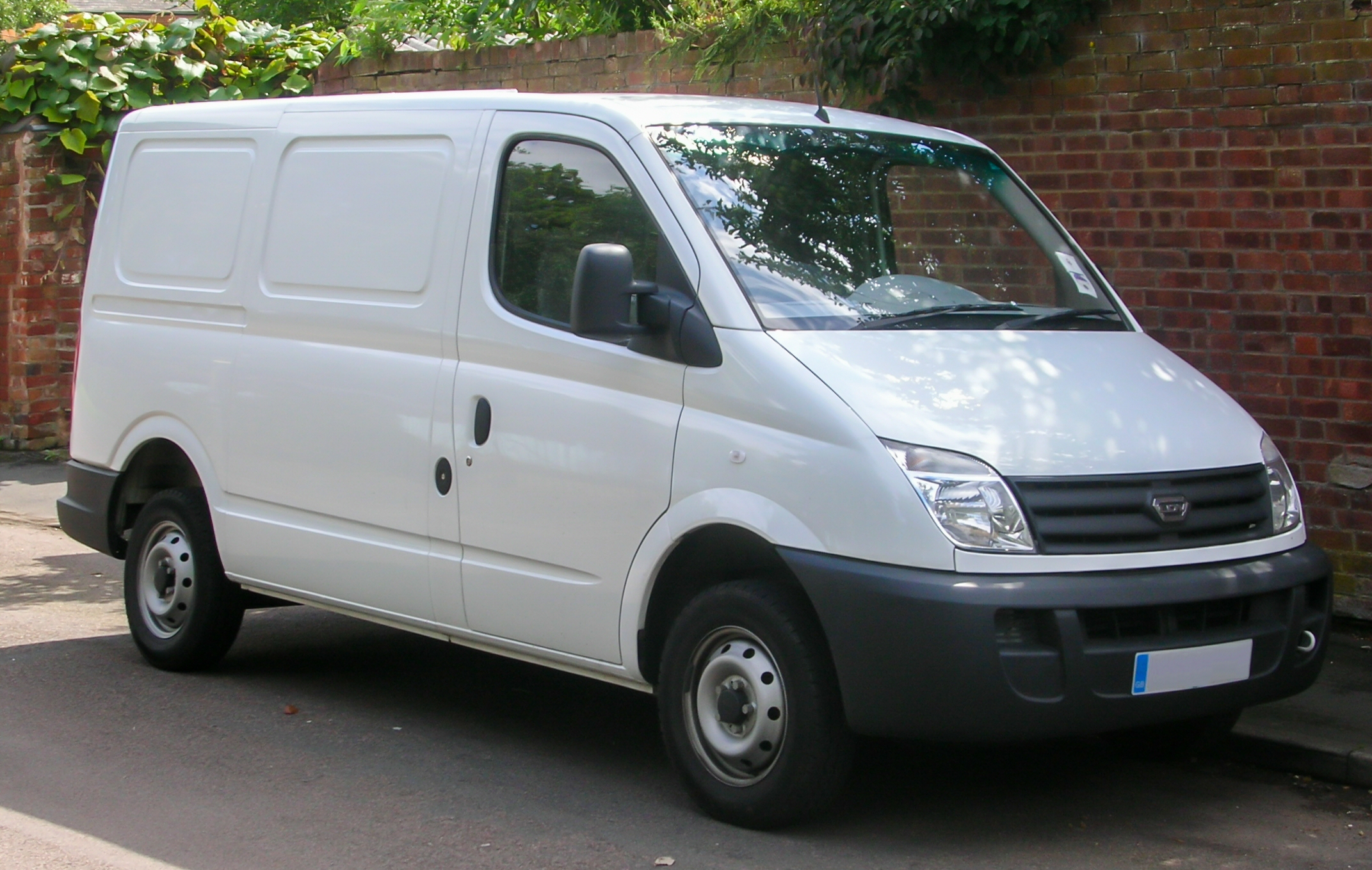
LDV Maxus

LDV (Leyland DAF Vans) war ein britischer Hersteller von Kleintransportern, der von 1993 bis 2009 bestand.

## Geschichte
1987 wurde Freight Rover mit DAF zu Leyland DAF verschmolzen.
1993 wurde Leyland DAF insolvent. Eine Investorengruppe übernahm Leyland DAF und gründete die LDV Limited = Leyland Trucks and Vans. Von 1998 bis 2000 war LDV Hauptsponsor des Fußballclubs Aston Villa.

Der russische Fahrzeughersteller GAZ beteiligte sich 2006 an LDV und übernahm später auch die Mehrheit an LDV.
Aufgrund der weltweiten Rezession brach 2008 der Absatz von LDV ein und die russische Mutterfirma GAZ wollte keine weiteren Gelder zur Verfügung stellen. Daraufhin wurde die Produktion in der Fabrik in Birmingham im Dezember 2008 eingestellt. 
Ende April 2009 zeichnete sich das Ende ab, als das Insolvenzverfahren angekündigt wurde.

Die britische Regierung versuchte einmal mehr, die Gesellschaft zu retten, indem sie Garantien über 5 Mio. Pfund abgab. Doch die einzige Interessentin, die malaysische WestStar Corporation, konnte die Übernahme nicht finanzieren. So verkaufte PricewaterhouseCoopers die Aktiva der Gesellschaft am 15. Oktober 2009 an die chinesische Eco Concept Investmentgesellschaft. Diese war von SAIC damit beauftragt worden. SAIC produziert seit 2011 den SAIC Maxus, ein auf dem letzten LDV Produkt Maxus basierendes Modell. Im Jahr 2008 wurden bei LDV noch 9308 Maxus produziert, die bis 2010 abverkauft wurden. Mit der Insolvenz verloren über 900 Beschäftigte bei LDV ihren Arbeitsplatz.

## Modelle
- Convoy (1993–2006)
- Pilot (1993–2006)
- Cub (1996–2001)
- Maxus (2004–2008)